# La Neuville, Nord

La Neuville este o comună în departamentul Nord, Franța. În 1 ianuarie 2022 avea o populație de 606 de locuitori.